# Mr.YuKi
Mr.YuKi（ミスター・ユキ）は兵庫県出身のカード・メカニック。カジノゲーム・プロテクション・コンサルタント。マジシャン。本名・年齢非公開。

## 人物
Mr.YuKiは、カードテーブルで密かに実行されている策略手法を、エンターテインメントとして披露するマジシャンである。
実際にプレーヤーを相手に磨き上げられた策略手法の数々は極めて実戦的で、多くのマジシャンから、「芸術的」、「伝説的」だと称され、その技能は高い評価を得ている。
また、カジノでの不正を暴く専門家、カジノゲーム・プロテクション・コンサルタントとしての顔も持つ。
マジシャンとしての活動では、クロースアップからイリュージョンまでを幅広く行っているが、「カードマン」としての認識が強い。
Mr.YuKiが演じるカードマジックの多くは、策略手法を用いたものか、策略師をテーマにしたものが中心である。それを彼独自の専門用語で、「ギャンブリング・イフェクト」と呼ぶ。

## 関連人物
松田道弘-奇術研究家、日本奇術書籍界の金字塔
嶋崎巌-セブンカード・スタッド・ポーカー・プレイヤー

## 概要
- 松田道弘、モハメッド・福岡、たぐちじろうに師事。